# Pastoralpsychologie
Die Pastoralpsychologie ist eine Teildisziplin der praktischen Theologie.

## Thematik und Aufgabe
Die Pastoralpsychologie reflektiert, entwickelt und erforscht die Verbindung von Theologie und Psychologie. Sie erkundet den „Zwischenraum“ zwischen Theologie und Psychologie und zieht diejenigen, die in jenen Zwischenraum gefallen sind, wieder ans Tageslicht. Das ist unübersichtliches Gelände: „Eine Erkundung der Beziehung zwischen Theologie und Psychologie war weder für Theologen noch für Psychologen je von besonderem Interesse.“ Hier sieht die Pastoralpsychologie ihre Aufgabe. Nicht allein die Religion als Gegenstand oder eine religiöse Haltung als Zugang charakterisiert den pastoralpsychologischen Ansatz, sondern eine erweiterte kritische hermeneutische Kompetenz. Darunter ist die ausgewiesene Fähigkeit zu verstehen, allseitige Interpretationen zu Gott und der Welt uneingeschränkt und ohne Tabus befragen zu können. Die Pastoralpsychologie ist international, interdisziplinär, transreligiös und kultursensibel ausgerichtet.
Je nach Kontext sind die Bezüge der Pastoralpsychologie verschieden gesetzt worden: Andere Bedeutungen für Pastoralpsychologie sind – Psychotherapie in der Kirche; Teilbereich der Seelsorge (Poimenik); (psychologische) Dimension der Praktischen Theologie; mitlaufende Aufgabe für die Theologie in all ihren Fachbereichen.
Verwandte Perspektiven: Religionspsychologie; Pastoralmedizin; Pastoralpsychiatrie; Pastoralanthropologie; Religionssoziologie; Religionspädagogik; Religionswissenschaften; Kulturanthropologie.

## Geschichte
Der Aufbruch zu einer zeitgenössisch modernen, professionalisierten Seelsorge am Anfang des 20. Jahrhunderts, die sog. Seelsorgebewegung, entstand in der erlebten und gelebten Auseinandersetzung mit der Psychiatrie und der Psychoanalyse. Die Geschichte der Pastoralpsychologie selber geht jedoch dahinter zurück. Als ein besonderer früher Vertreter ist auch Jonathan Edwards zu nennen.
Prägend für die Geschichte der Pastoralpsychologie ist ein dreiseitiges Verhältnis zwischen Religionspsychologie und Erweckungsbewegung. Das begründet eine Verwandtschaft der modernen Seelsorge-Bewegung mit der Religionspsychologie einerseits und mit Spiritueller bzw. Geistlicher Begleitung andererseits. Der Niedergang der alten Religionspsychologie und das Auseinandertreten von Theologie und Psychologie in getrennte Disziplinen haben wesentlich zum Entstehen der jüngeren Pastoralpsychologie beigetragen. Diese Geschichte prägt ihren dynamischen, entwicklungspsychologisch orientierten Ansatz:
„Der Prozess beratender Seelsorge, den ihre Akteure als eine theologische Wirklichkeit wahrnehmen, ist formal Erbe der Bekehrungserlebnisse aus der Religionspsychologie. Der Pastoralpsychologie ist es gelungen, deren Verständnis religiöser Erfahrung in die psychologischen und entwicklungsmäßigen Modalitäten dynamischer Psychotherapien zu überführen, weil sie auf der theologischen Vorentscheidung gründet, dass die Dimension des Glaubens alle religiöse Erfahrung überschreitet.“

## Ausbildung/Qualifizierung
Kernbereiche der Pastoralpsychologie sind besonders die Praxisfelder Seelsorge, Beratung und Supervision. Ihre Standards sind mit denen anderer psychosozialer, therapeutischer Beratungsansätze vergleichbar. Qualifizierte Weiterbildungsabschlüsse werden gegenseitig anerkannt.
Pastoralpsychologie kann im universitären Bereich an theologischen Fachbereichen, in Hochschulen und an Instituten studiert werden. Pastoralpsychologische Qualifizierung wird in der Regel durch gezielte Weiterbildung erlangt.
Die Deutsche Gesellschaft für Pastoralpsychologie e. V. (DGfP), gegründet 1972, hat als ökumenischer Fachverband für Seelsorge, Beratung und Supervision fünf Fachsektionen. Diese sind in ihren Weiterbildungsstandards unterschiedlichen Referenztheorien und unterschiedlichen methodischen Schwerpunkten verpflichtet. Die DGfP vergibt die Titel „Pastoralpsychologische Seelsorge DGfP“, „BeraterIn DGfP“, „SupervisorIn DGfP“ und „LehrsupervisorIn DGfP“. Organe der DGfP sowie der Evangelischen Konferenz für Familien- und Lebensberatung und der Konferenz für evangelische Krankenhausseelsorge sind die Zeitschriften Wege zum Menschen und Transformationen. Pastoralpsychologische Werkstattberichte.
Außerdem gibt es regionale Ausbildungsinstitute der Pastoralpsychologie, die mit den Landeskirchen/Bistümern der großen christlichen Kirchen kooperieren (oder von diesen getragen sind) und deren WeiterbildnerInnen DGfP-zertifiziert sind. Im deutschsprachigen Bereich sind die Kooperationen mit anderen Religionen erst in der Entwicklung.

## Bekannte Lehrende (Auswahl)
| - Marianne Bevier - Anton Boisen (1876–1965) - Isidor Baumgartner (* 1946) - Thomas Beelitz (* 1953) - Sabine Bobert (* 1964) - Don Browning (1934–2010) - Christiane Burbach (* 1948) - Donald Capps (1939–2015) - Howard Clinebell (1922–2005) - Ulrike Elsdörfer (* 1953) - Martin Ferel (1937–2024) - Kathleen J. Greider (* 1954) - Otto Haendler (1890–1981) - Seward Hiltner (1909–1984) | - Elisabeth Hölscher (1947–2018) - Peter Homans (1930–2009) - Klaus Kießling (* 1962) - Michael Klessmann (* 1943) - Susanne Kreiter - Frank Lake (1914–1982) - Kerstin Lammer (* 1963) - Josef Mayer-Scheu (1936–2013) - Christoph Morgenthaler (* 1946) - Margret Nemann (* 1955) - Isabelle Noth (* 1967) - Wayne Oates (1917–1999) - Oskar Pfister (1873–1956) - Hans Christoph Piper (1930–2002) | - Waldemar Pisarski (* 1942) - Heinrich Pompey (* 1936) - Ursula Riedel-Pfäfflin (* 1943) - Richard Riess (* 1937) - Joachim Scharfenberg (1927–1996) - Vladimír Šatura (1923–2008) - Gilbert Schmid (* 1949) - Anne Steinmeier (* 1957) - Hermann Stenger (1920–2016) - Hermann Steinkamp (* 1938) - Dietrich Stollberg (1937–2014) - Julia Strecker (* 1960) - Heribert Wahl (* 1945) - Klaus Winkler (1934–2000) |

Bei der Vermittlung zwischen den englischsprachigen und den deutschsprachigen Bereichen haben gerade niederländische Pastoralpsychologen, wie Wiebe Zijlstra und Heije Faber, in der Mitte des 20. Jahrhunderts lange eine wichtige Rolle gespielt.